# Rudniki (powiat poddębicki)
Rudniki – wieś w Polsce położona w województwie łódzkim, w powiecie poddębickim, w gminie Pęczniew.
Nazwa wsi pochodzi od wydobywanych w tej miejscowości rud żelaza.
W latach 1975–1998 miejscowość należała administracyjnie do województwa sieradzkiego.

## Części wsi
| SIMC    | Nazwa      | Rodzaj     |
| ------- | ---------- | ---------- |
| 0710173 | Karolew    | część wsi  |
| 0710180 | Smug       | część wsi  |
| 0710150 | Wielkopole | przysiółek |

## Historia
Rudniki:
1) 1415 r. : Rudnyki - W akcie podziału majątkowego kompleksu porszewickiego między trzech braci Świętopełka, Klemensa i Stefana wym. są R., które wraz z dwoma innymi wsiami przypadły w udziale Stefanowi.
2) XVI w. Ł. I, 353, 395-396: Rudnyky, Rudnyki - villa, par. Pęczniew, dek. i arch. uniejowski. 3) 1511-1518 P. 188: Rudnyki - wł. szl., par. jw., pow. szadkowski, woj. sieradzkie. 1552-1553 P. 231: Rudnyky-jw. 4) XIX w. SG IX, 935: Rudniki - wś i folw., par. jw., gm. Lubola, powiat turecki.
Słownik Geograficzny: 
Rudniki, wieś i folwark, powiat turecki, gmina Lubola, parafia Pięczniew, odległość od Turka 34 km. ; wieś ma 55 domów, 440 mieszkańców; dwie osady 4 domym, 12 mieszkańców; folwark 5 domów, 39 mieszkańców. W 1827 r. było 35 domów, 420 mieszkańców. Dobra Rudniki składały się w 1876 r. z folwarków; Karolew i Wielkopole, powierzchnia mórg 2923:
Folwark Rudniki grunty orne i ogrody mórg - 721, łąk mórg - 298, pastwisk mórg - 554, wody mórg - 5, lasu mórg - 532, nieużytki mrórg - 119; budynki murowane - 8, z drzewa 14; płodozmian 8-polowy; las nieurządzony .
Folwark Karolew grunty orne i ogrody mórg - 240, pastwiska mórg - 23, nieużytki mórg - 15; budynki murowane 4; płodozmian 8-polowy.
Folwark Wielopole grunty orne i ogrody mórg 226, łąk mórg 27, pastwiska mórg 56, lasu mórg 63, nieużytki mórg 49; budynki murowane 2, z drzewa 3; płodozmian 7-polowy; młyn wodny.
W skład dóbr poprzednio wchodziły: wieś Rudniki os. 98, z gruntami mórg 369; wieś Ossowiec os. 28, z gruntami mórg 335; wieś Przywidz os. 23, z gruntami mórg 284; wieś Jasieniec os. 8, z gruntami mórg 41.
Na początku XVI w. były tu części szlacheckie, dające dziesięcinę do Pięczniewa (Pęczniew) i łany kmiece dające kollegiacie uniejowskiej (wartości do 6 grzyw.). Pleban dostawał od kmieci po groszu kolędy a od ogrodziarzy i karczmarzy po pół grosza (Łaski, L. B., I, 353, 396). W 1553 r. w części Pięcznowskiej było 9 osad., część Małkowskiej 1 osad., obydwie części miały 41 łan. (Pawiński, Wielkp., II, 231).
Spis 1925:
Rudniki, wieś i folwark, powiat turecki, gmina Lubola. Budynki z przeznaczeniem mieszkalne wieś 72, folwark 7. Ludność ogółem: wieś 381, folwark 150. Mężczyzn wieś 202, folwark 84, kobiet wieś 179, folwark 66. Ludność wyznania rzymskokatolickiego wieś 381, folwark 150. Podało narodowość: polską wieś 381, folwark 150. Wieś spisano łącznie z osadą młyńską Rudniki-Młynek.